# Pristimera bojeri
Pristimera bojeri är en benvedsväxtart som först beskrevs av Louis René Tulasne, och fick sitt nu gällande namn av N. Hallé. Pristimera bojeri ingår i släktet Pristimera och familjen Celastraceae. Inga underarter finns listade.